# Manchester Open 1993
Il Manchester Open Open 1993 è stato un torneo di tennis giocato sull'erba. È stata la 4ª edizione del Manchester Open, che fa parte della categoria ATP World Series nell'ambito dell'ATP Tour 1993. Si è giocato a Manchester in Gran Bretagna, dal 14 al 21 giugno 1993.

## Campioni

### Singolare
Jason Stoltenberg ha battuto in finale  Wally Masur con il punteggio di 6–1, 6–3

### Doppio
Ken Flach /  Rick Leach hanno battuto in finale  Stefan Kruger /  Glenn Michibata con il punteggio di 6–4, 6–1